# Miłość ma dwie twarze
Miłość ma dwie twarze (ang. The Mirror Has Two Faces) – amerykańska komedia romantyczna z 1996 roku, wyreżyserowana przez Barbrę Streisand, w której główne role zagrali Jeff Bridges i Barbara Streisand. Remake francuskiego filmu Lustro o dwóch twarzach (1958) André Cayatte'a.

## Obsada
- Mimi Rogers - Claire
- Jeff Bridges - Gregory Larkin
- Barbra Streisand - Rose Morgan
- Pierce Brosnan - Alex
- Lauren Bacall - Hannah Morgan
- Elle Macpherson - Candy
- George Segal - Henry Fine
- Brenda Vaccaro - Doris
- Austin Pendleton - Barry

## Fabuła
Gregory Larkin jest wykładowcą matematyki na Uniwersytecie Columbii, jest bardzo nieśmiały w relacjach z kobietami przez co nie może ułożyć sobie życia osobistego. Mężczyzna po nieudanych związkach opartych na seksualnym pożądaniu postanawia poszukać miłości platonicznej. Postanawia dać ogłoszenie matrymonialne, a na nie odpowiada zakompleksiona Rose Morgan - wykładowca literatury romantycznej. Gregory i Rose decydują się na małżeństwo. Związek ich, początkowo opiera się na przyjaźni, jednak dość nieoczekiwanie między nimi zaczyna się wkradać namiętność i pożądanie. Gregory nie jest z tego powodu zadowolony, Rose przeciwnie.

## Nagrody i nominacje
Oscary za rok 1996
- Najlepsza piosenka - I Finally Found Someone - Barbra Streisand, Marvin Hamlisch, Robert John Lange, Bryan Adams (nominacja)
- Najlepsza aktorka drugoplanowa - Lauren Bacall (nominacja)

Złote Globy 1996
- Najlepsza aktorka drugoplanowa – Lauren Bacall
- Najlepsza aktorka w komedii lub musicalu - Barbra Streisand (nominacja)
- Najlepsza muzyka - Marvin Hamlisch (nominacja)
- Najlepsza piosenka - I Finally Found Someone - Barbra Streisand, Marvin Hamlisch, Robert John Lange, Bryan Adams (nominacja)

Nagrody BAFTA 1996
- Najlepsza aktorka drugoplanowa - Lauren Bacall (nominacja)

Nagroda Satelita 1996
- Najlepsza aktorka drugoplanowa w komedii lub musicalu - Lauren Bacall (nominacja)